# Caloxiphus brevifolius
Caloxiphus brevifolius är en insektsart som först beskrevs av Brunner von Wattenwyl 1895.  Caloxiphus brevifolius ingår i släktet Caloxiphus och familjen vårtbitare. Inga underarter finns listade i Catalogue of Life.